# Цинков сулфид
Цинковият сулфид (ZnS) е известен като цинкова бленда. В природата се среща като минералът сфалерит – най-важната цинкова руда.  Той е оцветен обикновено в сиво поради примесите, по-специално от железен сулфид. Името му произлиза от гръцката дума „сфалерос“ – измамен, лъжлив, предателски, тъй като се смесва с много други минерали.
Цинковият сулфид се получава при прякото взаимодействие на елементите цинк и сяра.
{\displaystyle {\ce {Zn + S -> ZnS}}}
Наред с това може да се получи и при взаимодействие на H2S с разтвори на соли на Zn(II), при което се получава утайка от цинков сулфид. В кисела среда равновесието се измества към изходните вещества. Концентрацията на водородни катиони може да се намали с натриев ацетат (NaOOCCH3). Най-добре е утаяването да се извърши в основна среда.
{\displaystyle {\ce {ZnCl2 + H2S <-> ZnS v + 2HCl}}}
Това е неразтворимо във вода вещество с бял цвят. Кристализира в две полиморфни форми – сфалерит (кубична) и вюрцит (хексагонална). Разтворим е в минерални киселини. При престояване в матерната луга или при нагряване и налягане на сероводорода настъпват структурни промени – кристализира, при което се променя способността му към разтваряне в киселини. Склонен е при утаителния процес да дава колоидни разтвори, които са доста стабилни.
Аморфният ZnS е около 10 пъти по-разтворим от кристалния ZnS. Плътността му е 4,09 g/cm3. При около 1180 °C. в отсъствие на въздух сублимира. Стапя се при 1800 – 1900 °C и налягане от 100 – 150 атм. (Тиде и Шлееде). При облъчване с ултравиолетова светлина се обагря в сив цвят поради фотохимичното му разлагане.
Цинковият сулфид, примесен с бариев сулфат (BaSO4), намира приложение като минерална боя, известна под наименованието литопон.
{\displaystyle {\ce {BaS + ZnSO4 -> ZnS + BaSO4}}}
Освен това поради своите полупроводникови свойства цинковият сулфид се използва в съвременната микроелектроника. Цинковият сулфид може да се активира с медни, манганови, сребърни и други метални йони, при което се получават луминофори. Това са вещества, които при облъчване с ултравиолетови лъчи излъчват светлина с различен цвят, характерен за активатора.